# 정승우 (골프 선수)
정승우(1975년 ~ )는 대한민국의 골프 선수이다.
정승우는 1998년 골프에 입문해 2003년 세미프로, 2007년 투어프로로 입단해 활동 중에 있다.
특히 2007년 1월 27일에 탤런트 왕빛나와 결혼한 정승우는 ‘2006 제 1회 투어스테이지 프로티어 투어’대회에서 우승을 차지했다.

## 학력
- 단국대학교 대학원 스포츠심리학 박사

## 경력
- ‘2006 제 1회 투어스테이지 프로티어 투어’대회 우승

## 가족
이혼한 옛 부인 탤런트 왕빛나는 집안이 유독 골프와 인연이 깊어 가족으로 왕빛나의 동생 왕윤나와 남편 프로골퍼 김대섭이 있다. 2018년 4월 19일에 골퍼 정승우와 배우 왕빛나가 11년만에 이혼하였다.

## 같이 보기
- 왕빛나